# Station Brzesko
Station Brzesko Okocim is een spoorwegstation in de Poolse plaats Brzesko.